# Milcov
Der Milcov ist ein Nebenfluss zweiter Ordnung des Sereth im Osten Rumäniens. Größte angrenzende Stadt ist Focșani.

## Geschichtliches
1482 wurde der Fluss von Stefan dem Großen zur Grenze zwischen dem Fürstentum Moldau und dem Fürstentum Walachei deklariert. Diese Grenze wurde durch den Zusammenschluss der beiden Fürstentümer im Jahr 1859 aufgehoben.